# Paul Wild
| Odkryte planetoidy: 94 | Odkryte planetoidy: 94 |
| ---------------------- | ---------------------- |
| (1657) Roemera         | 6 marca 1961           |
| (1687) Glarona         | 19 września 1965       |
| (1748) Mauderli        | 7 września 1966        |
| (1768) Appenzella      | 23 września 1965       |
| (1773) Rumpelstilz     | 17 kwietnia 1968       |
| (1775) Zimmerwald      | 13 maja 1969           |
| (1803) Zwicky          | 6 lutego 1967          |
| (1830) Pogson          | 17 kwietnia 1968       |
| (1831) Nicholson       | 17 kwietnia 1968       |
| (1838) Ursa            | 20 października 1971   |
| (1839) Ragazza         | 20 października 1971   |
| (1844) Susilva         | 30 października 1972   |
| (1845) Helewalda       | 30 października 1972   |
| (1860) Barbarossa      | 28 września 1973       |
| (1866) Sisyphus        | 5 grudnia 1972         |
| (1891) Gondola         | 11 września 1969       |
| (1892) Lucienne        | 16 września 1971       |
| (1893) Jakoba          | 20 października 1971   |
| (1906) Naef            | 5 września 1972        |
| (1911) Schubart        | 25 października 1973   |
| (1935) Lucerna         | 2 września 1973        |
| (1936) Lugano          | 24 listopada 1973      |
| (1937) Locarno         | 19 grudnia 1973        |
| (1938) Lausanna        | 19 kwietnia 1974       |
| (1960) Guisan          | 25 października 1973   |
| (1961) Dufour          | 19 listopada 1973      |
| (1962) Dunant          | 24 listopada 1973      |
| (2001) Einstein        | 5 marca 1973           |
| (2005) Hencke          | 2 września 1973        |
| (2029) Binomi          | 11 września 1969       |
| (2033) Basilea         | 6 lutego 1973          |
| (2034) Bernoulli       | 5 marca 1973           |
| (2037) Tripaxeptalis   | 25 października 1973   |
| (2038) Bistro          | 24 listopada 1973      |
| (2040) Chalonge        | 19 kwietnia 1974       |
| (2080) Jihlava         | 27 lutego 1976         |
| (2081) Sázava          | 27 lutego 1976         |
| (2087) Kochera         | 28 grudnia 1975        |
| (2088) Sahlia          | 27 lutego 1976         |
| (2129) Cosicosi        | 27 września 1973       |
| (2138) Swissair        | 17 kwietnia 1968       |
| (2151) Hadwiger        | 3 listopada 1977       |
| (2152) Hannibal        | 19 listopada 1978      |
| (2175) Andrea Doria    | 12 października 1977   |
| (2218) Wotho           | 10 stycznia 1975       |
| (2229) Mezzarco        | 7 września 1977        |
| (2239) Paracelsus      | 13 września 1978       |
| (2262) Mitidika        | 10 września 1978       |
| (2303) Retsina         | 24 marca 1979          |
| (2320) Blarney         | 29 sierpnia 1979       |
| (2337) Boubín          | 22 października 1976   |
| (2353) Alva            | 27 października 1975   |
| (2368) Beltrovata      | 4 września 1977        |
| (2429) Schürer         | 12 października 1977   |
| (2481) Bürgi           | 18 października 1977   |
| (2517) Orma            | 28 września 1968       |
| (2521) Heidi           | 28 lutego 1979         |
| (2565) Grögler         | 12 października 1977   |
| (2731) Cucula          | 21 maja 1982           |
| (2843) Yeti            | 7 grudnia 1975         |
| (2868) Upupa           | 30 października 1972   |
| (2914) Glärnisch       | 19 września 1965       |
| (2950) Rousseau        | 9 listopada 1974       |
| (2970) Pestalozzi      | 27 października 1978   |
| (2989) Imago           | 22 października 1976   |
| (3021) Lucubratio      | 6 lutego 1967          |
| (3026) Sarastro        | 12 października 1977   |
| (3060) Delcano         | 12 września 1982       |
| (3258) Somnium         | 8 września 1983        |
| (3329) Golay           | 12 września 1985       |
| (3468) Urgenta         | 7 stycznia 1975        |
| (3491) Fridolin        | 30 września 1984       |
| (3552) Don Quixote     | 26 września 1983       |
| (3582) Cyrano          | 2 października 1986    |
| (3928) Randa           | 4 sierpnia 1981        |
| (4323) Hortulus        | 27 sierpnia 1981       |
| (4471) Graculus        | 8 listopada 1978       |
| (5369) Virgiugum       | 22 września 1985       |
| (5708) Melancholia     | 12 października 1977   |
| (5710) Silentium       | 18 października 1977   |
| (5986) Xenophon        | 2 października 1969    |
| (6475) Refugium        | 29 września 1987       |
| (6620) Peregrina       | 25 października 1973   |
| (7081) Ludibunda       | 30 sierpnia 1987       |
| (8061) Gaudium         | 27 października 1975   |
| (9149) 1977 TD1        | 12 października 1977   |
| (9302) 1985 TB3        | 12 października 1985   |
| (9711) Želetava        | 7 sierpnia 1972        |
| (9716) Severina        | 27 października 1975   |
| (10488) 1985 RS1       | 12 września 1985       |
| (13025) Zürich         | 28 stycznia 1989       |
| (14826) Nicollier      | 16 września 1985       |
| (16415) 1987 QE7       | 21 sierpnia 1987       |
| (19251) Totziens       | 3 września 1994        |
| 1.                     |                        |

Paul Wild (ur. 5 października 1925 w Wädenswil koło Zurychu, zm. 2 lipca 2014 w Bernie) – szwajcarski astronom, odkrywca 94 planetoid (93 samodzielnie i jednej wspólnie z Ivo Baueršímą), siedmiu komet oraz kilkudziesięciu supernowych.

## Życiorys
Studiował matematykę na Uniwersytecie w Zurychu. Od 1955 pracował w Instytucie Astronomii Uniwersytetu w Bernie początkowo jako asystent, od 1971 roku jako wykładowca. W 1976 został profesorem, a w latach 1980–1991 był dyrektorem Instytutu Astronomii. Po przejściu na emeryturę, w latach 1988–2005 piastował stanowisko prezesa Fundacji Fritza Zwicky (Fritz Zwicky Stiftung).
Obserwacje prowadził w Obserwatorium Zimmerwald niedaleko Berna. Do jego odkryć zalicza się między innymi kometa Wild 2, czyli 81P/Wild, z której w 2004 roku sonda Stardust pobrała próbki pyłu. Inne odkryte przez niego komety to: 63P/Wild (Wild 1), 86P/Wild (Wild 3), 116P/Wild (Wild 4), C/1957 U1 (Latyshev-Wild-Burnham), C/1967 C2 (Wild) i C/1968 U1 (Wild).
Jego nazwiskiem nazwano planetoidę (1941) Wild.